# Fuck for Forest
Fuck for Forest je environmentální hnutí založené v Norsku Leonou Johansson a Tommym Holem Ellingsenem, které se snaží získávat peníze na záchranu deštných pralesů produkováním pornografického materiálu a provozováním sexu na veřejnosti. Během prvních šesti měsíců existence získala skupina dotaci od norské vlády.
Organizace se proslavila, když měli dva její členové pohlavní styk na pódiu během koncertu norského zpěváka Kristophera Schaua a jeho skupiny The Cumshots na festivalu Quart po krátkém proslovu na téma dopadu lidské činnosti na deštné pralesy. Aby unikla právním problémům (včetně pokuty obdržené potom, co si členové mužského pohlaví stáhli kalhoty u soudu v Kristiansandu), které po tomto činu vyvstaly, přesunula skupina své ústředí do Berlína v Německu.
Během prvního roku existence organizace vybrala přes 100 tisíc dolarů prodejem členství na svých webových stránkách. Její neortodoxní metody ale působí potíže při rozdělování získaných peněz. Světový fond divočiny jak v Norsku, tak v Nizozemsku odmítl přijmout od Fuck for Forest dotace, skupina proto pracuje na projektu, v jehož rámci bude pracovat přímo s domorodými společenstvy v Kostarice a brazilském Amazonském pralese.